# Saverio Terruso
Saverio Terruso (Monreale, 11 gennaio 1939 – Milano, 3 marzo 2003) è stato un pittore italiano.

## Biografia
Frequenta la Scuola d'Arte di Palermo e si trasferisce a Milano, seguendo i corsi di pittura all'Accademia di Belle Arti di Brera, dove consegue il diploma.
Nel 1963, con una serie di mostre personali e collettive in tutta Italia, inizia la sua crescita artistica, che lo vede lavorare con artisti quali Guttuso, Sassu, Fiume.
Ha insegnato pittura all'Accademia di Belle Arti di Palermo ed all'Accademia di Carrara.
Dal 1979 diventa titolare di cattedra di pittura all'Accademia di Belle Arti di Brera a Milano.
A Partire dal 1985 allestisce una serie di mostre nelle principali città brasiliane, Rio de Janeiro, Brasilia, San Paolo, Porto Alegre con grande successo.
Nello stesso periodo la pittura di Terruso viene apprezzata anche negli Stati Uniti, dove espone nel 1991 a New York ed in Florida, nel 1992 a Santa Monica in California.
Una grande mostra itinerante viene organizzata nel 1994, in varie città del Messico.
Nel 2000 viene inaugurata un'importante mostra alla Trigram Gallery di Hong Kong, unico artista occidentale, venendo invitato anche a tenere una conferenza.
Notevole la produzione artistica, le sue opere si trovano nelle più prestigiose collezioni pubbliche e private, nazionali ed internazionali; produce grafica con stamperie d'arte italiane, le sue due ultime realizzate a Palermo da Patrizio De Lollis, ediz. Arkadia.
Terruso muore il 3 marzo 2003.
Ha esposto alla XV Biennale di Venezia (1976). Una sua opera è conservata presso la Galleria d'arte moderna Aroldo Bonzagni di Cento.